# Jupi77er
Jupitter Pimentel Zamboni (São Paulo, 4 de septiembre de 1992), popular con el nombre artístico Jupi77er, es una persona no binaria dedicada al rap, la composición, el activismo y la producción cultural de Brasil, conocida por formar parte del dúo musical Rap Plus Size.

## Biografía
Jupitter comenzó su carrera a los 12 años de edad y participó en batallas de rap cuando era adolescente con el grupo Rimologia.
En 2016, formó el dúo Rap Plus Size con la rapera Sara Donato, y lanzaron el álbum Corpo e Alma,  Ese mismo año, el dúo participó en las protestas contra el gobierno de Michel Temer, realizando espectáculos.
Compartió su viaje de autodescubrimiento y transición de género en las redes sociales, inspirando a muchas personas que le seguían. Su identidad generó diversas reacciones en las redes sociales, luego de que se le mencionase en el videocast Entre Amigues y se compartieran en redes fragmentos del mismo. El diputado Nikolas Ferreira grabó un video, reaccionando a Jupitter hablando de su identidad de género, que se hizo famoso a nivel nacional.
En 2022, Jupi77er lanzó el álbum Transcendência, que aborda temas como la identidad de género, los movimiento de resistencia y los prejuicios, así como la transfobia y la gordofobia, abogando también por el uso de un lenguaje neutral para combatir el sexismo. También ha escrito un curso sobre lenguaje y no binaridad.
En el Desfile del Orgullo LGBT de São Paulo, actuó de la campaña «Mais uma Voz», elegida por Pabllo Vittar, en 2022.

## Vida personal
Jupi77er es una persona no binaria y transmasculina, entendiendo su identidad de género más específicamente como boyceta, y también como de género fluido. Según sus declaraciones, estas identidades entienden los matices del género, hacia dónde se dirige y ser boyceta le da mucha libertad para expresar su feminidad, generando un debate más sobre las infinitas posibilidades dentro de la comunidad LGBTQIAPN+. La palabra significa «chico coño».